# Perameles bougainville
Perameles bougainville is een buideldas uit het geslacht der spitsneusbuideldassen (Perameles). De wetenschappelijke naam van de soort werd voor het eerst geldig gepubliceerd door Quoy & Gaimard in 1824.

## Kenmerken
P. bougainville is een kleine buideldas met een puntige bek. De bovenkant van het lichaam is voornamelijk bruin, maar met grote geelbruine en roodachtige vlekken. De onderkant is vuilwit. De korte, smalle staart is wit, met een bruine streep op de bovenkant. De kop-romplengte bedraagt 170 tot 235 mm, de staartlengte 60 tot 100 mm en het gewicht 170 tot 285 g.

## Leefwijze
Deze soort is 's nachts actief, is solitair, leeft op de grond en eet voornamelijk insecten als kevers, sprinkhanen en krekels, maar ook wat plantaardig voedsel en kleine gewervelden. Dit dier bouwt een goed verborgen nest van droge vegetatie. Van april tot oktober komen er geboortes voor, meestal tweelingen, maar soms ook worpen van een of drie.

## Verspreiding
Deze soort komt voor op de eilanden Bernier en Dorre in de Sharkbaai (West-Australië) en door herintroductie op het nabijgelegen vasteland. Er werd gedacht dat deze soort vroeger ook voorkwam op het vasteland, maar uit onderzoek uit 2018 bleek dat er op het vasteland 4 soorten voorkwamen, die allemaal recentelijk zijn uitgestorven.